# Trechtingshausen
Trechtingshausen, anciennement Trechtlingshausen, est une commune de la vallée du Haut-Rhin moyen dans l'arrondissement de Mayence-Bingen dans la Rhénanie-Palatinat (Allemagne).

## Histoire
Pendant la période des royaumes francs, Trechtingshausen appartenait au bas-Nahegau. Les registres de 1135 nous apprennent que Trechtingshausen était la « paroisse de Saint-Clément » en possession de l'abbaye de Kornelimünster près d'Aix-la-Chapelle.
Le 6 septembre 1270, le monastère a vendu l'ensemble de la paroisse de Saint-Clément au chapitre de Sainte-Marie aux Marches à Mayence. Pendant 500 ans, Trechtingshausen a appartenu à l'Électorat de Mayence dont le siège est à Bingen. Après l'occupation de la rive gauche du Rhin par les troupes révolutionnaires françaises, les princes de l'église sont expropriés et Trechtingshausen introduit une administration française avec un maire à Niederheimbach.
Après la Sixième Coalition, Trechtingshausen resta avec un maire à Niederheimbach, dans le district de Sankt Goar, dans la province de Rhénanie.
Le nom de la ville dérive de Trajani castrum et donne à l'endroit une origine romaine. À un quart de lieu plus loin se trouvent les ruines de la chapelle de Saint-Clément. Au-dessus du village s'élèvent les ruines du château Reichenstein, aussi appelé château Falkenburg, le château Sonek ou Sanek, le Château de Rheinstein, le village de Niederheimbach et les ruines de Heimburg.

## Source
- (de) Cet article est partiellement ou en totalité issu de l’article de Wikipédia en allemand intitulé « Trechtingshausen » (voir la liste des auteurs).